# Orthetrum sabina

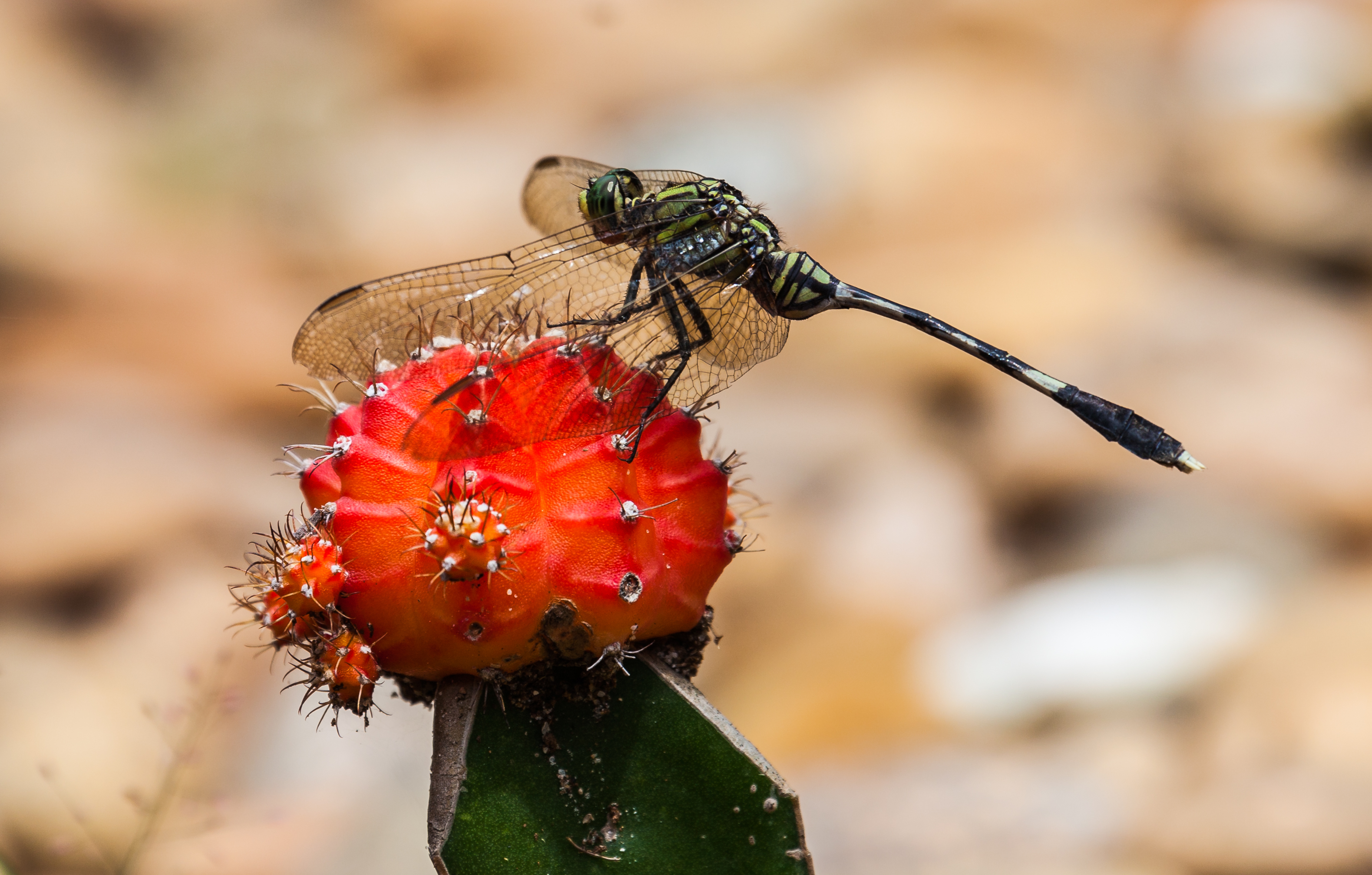
Orthetrum sabina сидить на Gymnocalicium mihanowichii

Orthetrum sabina — вид бабки, що належить до родини Libellulidae. Зустрічається від південно-східної Європи й Північної Африки до Японії та на півдні від Австралії до Мікронезії.